# Tesouro Imperial do Japão

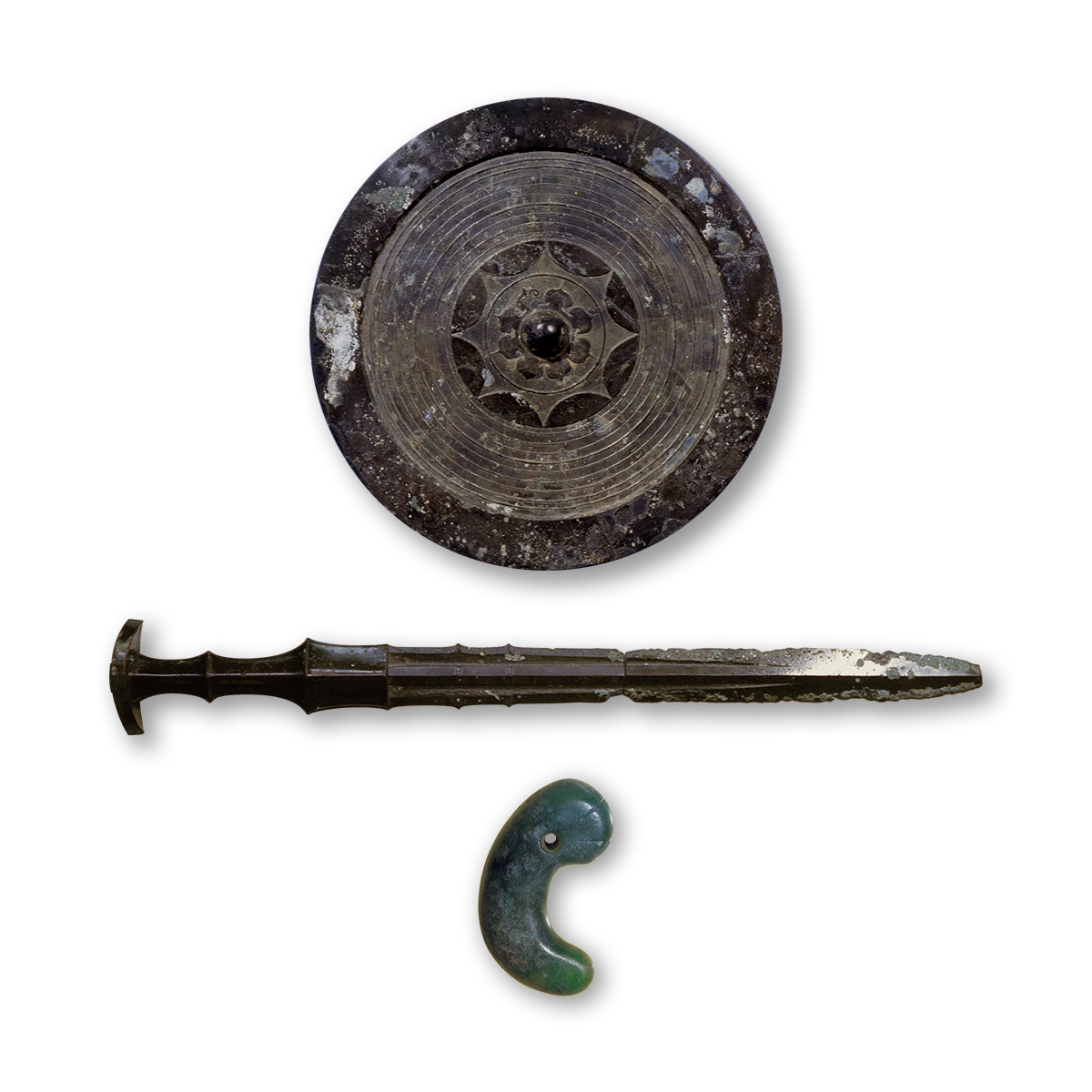
Interpretação de um artista dos Tesouros Imperiais do Japão

O Tesouro Imperial do Japão (三種の神器, Sanshu no Jingi, três tesouros sagrados) consistem na espada santa Kusanagi (草薙剣) , a jóia santa Yasakani no magatama (八尺瓊曲玉), e o espelho santo Yata no Kagami (八咫鏡). A espada e o espelho estão guardados em  templos xintoistas em Nagoya na Província de Aichi (Santuário de Atsuta) e em Ise na Província de Mie, (Santuário de Ise) e a joia no Palácio Imperial de Kōkyo em Tóquio.
A cerimónia de coroação se celebra tradicionalmente em Kyoto. O Trono do Crisântemo está guardado no palácio imperial de Gosho em Kyoto.

## Tradição
Desde o ano 690 que estes objetos estão na posse do Imperador, mas são vigiados por um grupo de sacerdotes xinto e a sua passagem é o momento mais importante da cerimónia de coroação. Esta cerimônia não é pública e estes elementos são tradicionalmente só vistos pelo imperador e pelos principais sacerdotes xintoístas. 
De acordo com a lenda, estes objetos foram doados por Ninigi-no-Mikoto, o lendário ancestral da linha de sucessão imperial japonesa quando a sua avó, a  deusa solar Amaterasu, os enviou para pacificar o Japão. A origem destes elementos se mantém em uma incógnita.  Foram tradicionalmente os símbolos da divindade do imperador como descendente direto de Amaterasu, que legitima o seu papel hierárquico no Japão. 
Segundo a mitologia japonesa, quando Amaterasu se escondeu em sua caverna tentando evitar a ira de seu irmão Susanoo, o mundo entrou em um período de escuridão, a deusa Ame-no-Uzume-no-Mikoto, pendurou um espelho e suas joias fora da caverna, fazendo com que a deusa do sol saísse para ver o seu próprio reflexo. Já a  a espada, Kusanagi , que Susanoo presenteou posteriormente como parte do seu pedido de desculpas a Amaterasu, esta enfiada na cauda da serpente de oito cabeças, Yamata no Orochi. 
Durante o período das Dinastias do Norte e do Sul no século XIV, a Dinastia do Sul (Nanchō) tomou a posse dos tesouros imperiais o fazendo com que cronistas da era moderna definissem que esse acontecimento seria uma verdadeira prova de legitimidade de manutenção a linha genealógica. 
No documentário do PBS "Victoria no Pacífico" (2005), o historiador Donald Miller conta que dias depois da Conferência de Potsdam no dia 26 de julho de 1945, o Imperador Shōwa estava mais preocupado em guardar o espelho, a espada e a joia num lugar seguro do que se preocupar com a "destruição total do seu país". Este comentário está baseado nas ordens de Hirohito a Koichi Kido entre os dias 25 e 31 de julho de 1945, quando ordenou ao Guardião Imperial do Tesouro a protegê-lo "a todo o custo".